# Uchidella longicaudata
Uchidella longicaudata är en stekelart som beskrevs av Horstmann 1997. Uchidella longicaudata ingår i släktet Uchidella och familjen brokparasitsteklar. Arten är reproducerande i Sverige. Inga underarter finns listade i Catalogue of Life.